# Klášter Eberbach

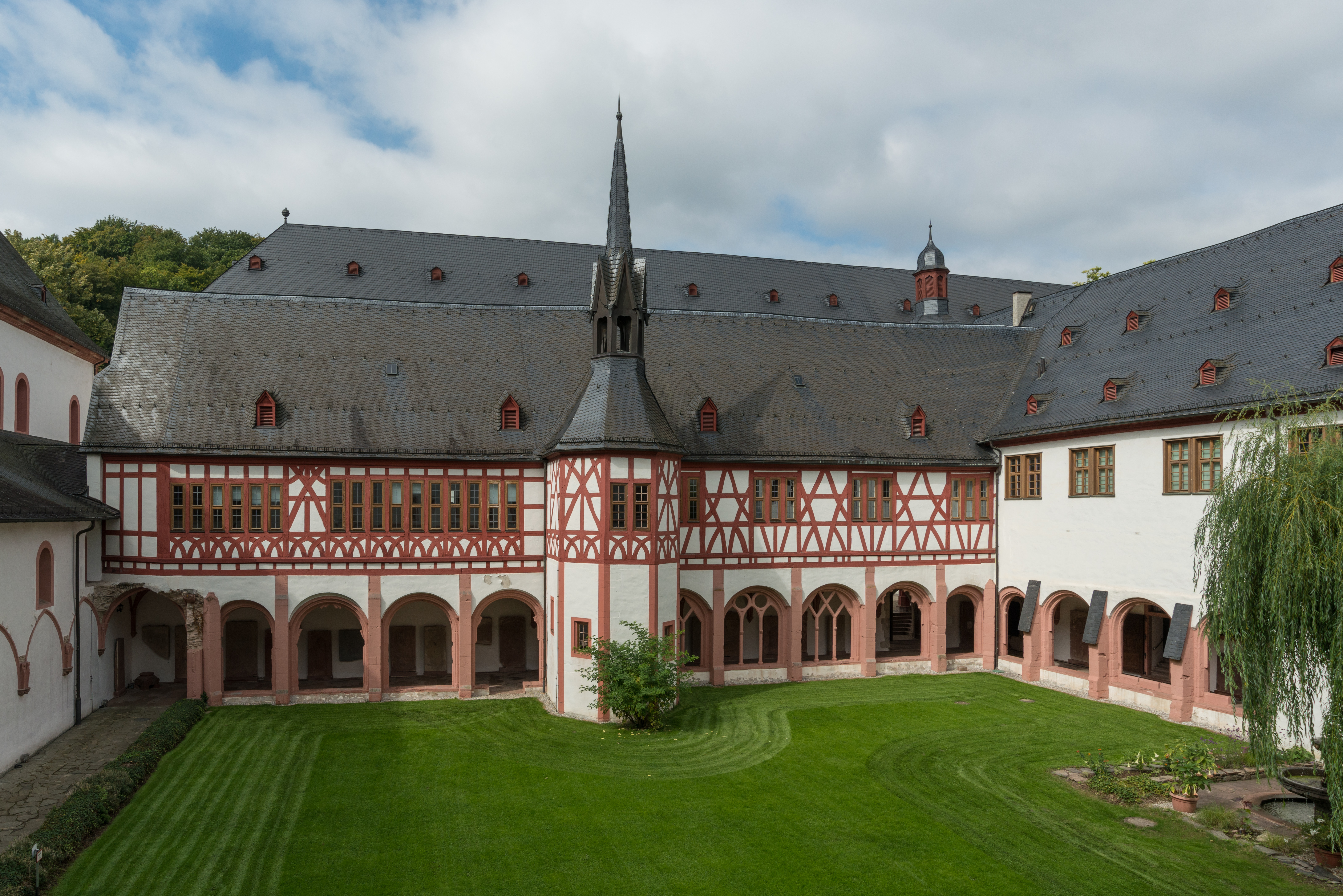
Rajský dvůr

Klášter Eberbach je starý cisterciácký klášter nedaleko města Eltville v německém Hesensku, asi 15 km západně od Wiesbadenu.
Eberbach založil roku 1136 Bernard z Clairvaux jako dceřiný klášter kláštera v Cîteaux na místě jiného kláštera, který zde o dvacet let dříve založil mohučský biskup Adalbert I. ze Sarrebrücken.
Klášterní kostel je románská trojlodní bazilika s transeptem postavená ve dvou etapách ve 12. století. Samotný klášter jižně od kostela je převážně gotický a obsahuje řadu zachovalých prostor jako je dormitář, kapitulní síň nebo vinné sklepy. Eberbašské vinařství a vinice jsou již od středověku největší v Německu.
V roce 1221 zde byl krátce před svou smrtí opatem Konrad z Eberbachu, který sepsal rozsáhlé dějiny cisterciáckého řádu Exordium magnum Cisterciense.
V prostorách kláštera byly v roce 1986 natáčeny některé scény filmu Jméno růže.